# Titusville (New Jersey)
Titusville est une commune située dans le comté de Mercer, dans le New Jersey, aux États-Unis. La région comprend un bureau de poste avec son propre code postal (08560), un petit village de maisons et un grand parc dédié à la traversée de la rivière Delaware par George Washington en 1776. Titusville a été ajoutée au registre national des lieux historiques en 1983. 

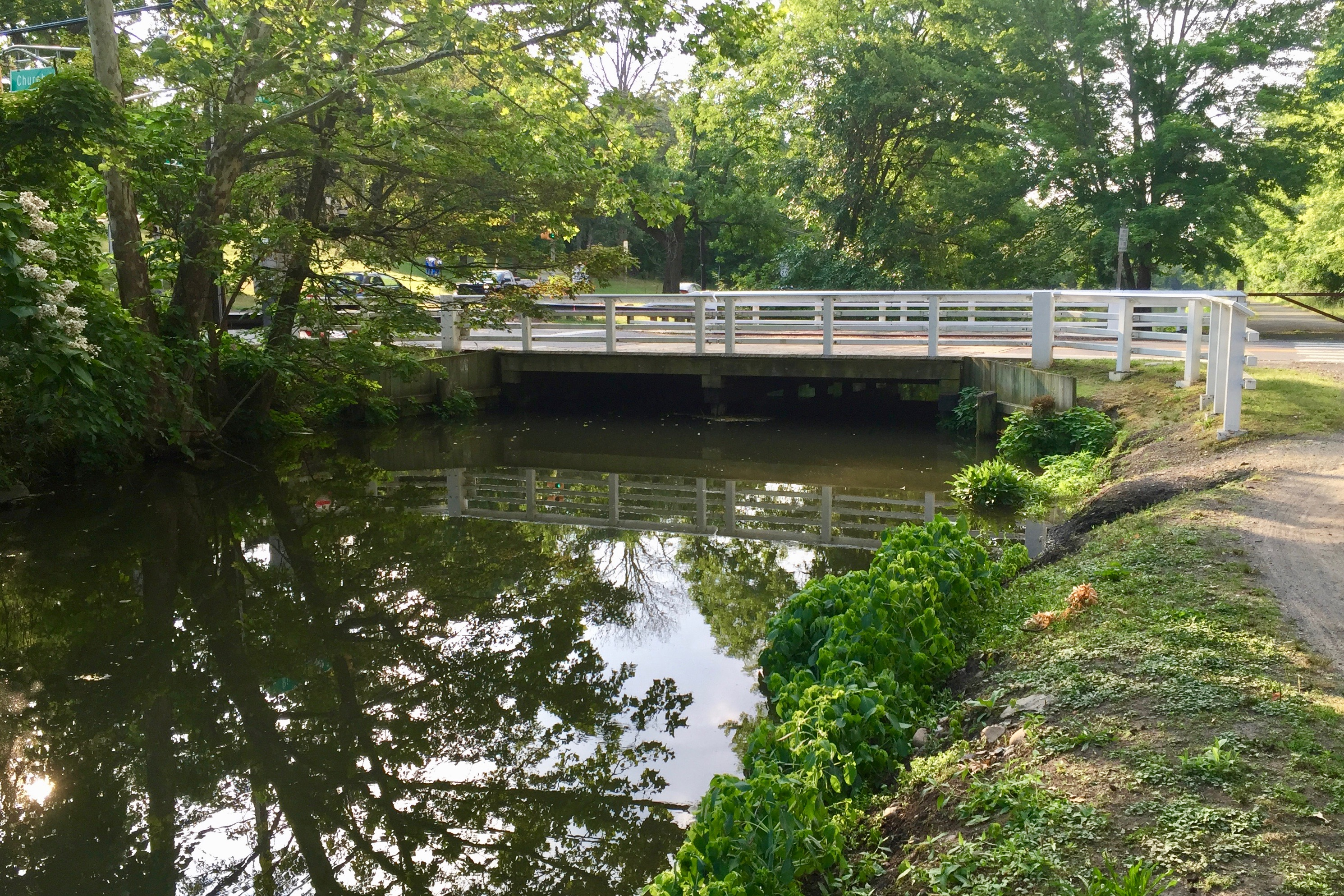
Delaware et Raritan Canal

## Histoire
Titusville se trouve juste au nord de la maison Johnson Ferry (plus tard nommée Taylor's Ferry ) à Washington Crossing, le théâtre de la traversée du Delaware par Washington pendant la révolution américaine. En 1831, le traversier a été remplacé par le pont Washington Crossing, le reliant à Washington Crossing en Pennsylvanie . 

Chaque année, le jour de Noël, la traversée du Delaware par le général George Washington est commémorée à Washington Crossing, juste au sud de Titusville. La reconstitution annuelle représente la traversée nocturne du fleuve par le général Washington le 25 décembre 1776 et l'attaque perpétrée le 26 décembre au matin sur les troupes de la Hesse à Trenton, l'une des principales batailles de la guerre d'indépendance américaine. Des acteurs se réunissent du côté de la rivière, en Pennsylvanie, où leur commandant lit le pamphlet de Thomas Paine intitulé The American Crisis . Les soldats montent ensuite dans des bateaux et traversent la rivière, bien que la traversée soit souvent annulée en raison des conditions météorologiques et de la vitesse de la rivière. 
En 1851, le chemin de fer Belvidere-Delaware Railroad s’ouvre à Titusville et une gare est construite dans la ville. Le service voyageurs a cessé à Titusville en avril 1952 mais les trains de voyageurs à destination des autres villes ont continué d’exister jusqu’en octobre 1960. Le fret a continué à circuler sur cette partie de la ligne jusqu'en 1976. La piste a ensuite été retirée du sentier récréatif Delaware & Raritan Canal State Park au début des années 1980. 

## Géographie
Titusville est situé à 40° 18′ N, 74° 52′ O
(40,30, -74,86). La principale caractéristique de Titusville est un petit village situé sur une falaise surplombant une partie pittoresque de la rivière Delaware, avec des cages d'escalier reliant le village aux quais privés sur la rivière. Le canal Delaware &amp; Raritan est parallèle au fleuve, juste à l'est du village, qui est relié à River Road (route 29) par plusieurs ponts à deux voies. Une piste cyclable / piétonne longe le canal, construit au début des années 1980 lorsque l'ancienne ligne de chemin de fer Belvidere-Delaware Railroad a été supprimée. En face du canal, à partir de la rivière, s'étendant vers l'est, vous trouverez un certain nombre de petites rues résidentielles, un parc de comté centré autour de Baldpate Mountain et des maisons sonnant au pied du parc de montagne et de comté. 

La ville est divisée en deux par la route d'État du New Jersey 29, une route passante longeant le fleuve Delaware . 

## Monument environnemental
Washington Crossing State Park est un parc de 3.2   km 2, étendue de bois, de champs et de ruisseaux. Le parc couvre les pentes du Bear Tavern Road jusqu'à la rivière Delaware. Le parc national de Washington Crossing comprend un centre d'accueil qui présente la collection d'artefacts de la collection Harry Kels Swan datant de la guerre d'indépendance. Près de 900 objets militaires des armées américaine et britannique sont inclus dans la collection. Le centre comprend également des expositions historique, couvrant la guerre d’indépendance, du prélude de 1758 à la signature du traité de Paris en 1783. 
Le parc contient également la Johnson Ferry House, où Washington et ses officiers auraient discuté de la stratégie militaire. La Nelson House est située le long de la rivière à l’endroit où Washington et ses hommes ont atterri. La maison comprend du mobilier d'époque et de vieilles photographies de transports par chemin de fer et par canal. 
La zone naturelle du parc comprend un peu plus de 56 hectares de forêts mixtes de feuillus et de champs offrant des endroits pour la randonnée, les pique-niques, les promenades dans la nature et le ski de fond. Le Centre de la nature propose des expositions, des expositions et des programmes éducatifs pour les enfants, les familles et les groupes scolaires. Pendant les mois les plus chauds, des concerts et des pièces de théâtre ont lieu au théâtre en plein air, situé à proximité. 
Le parc abrite également la foire annuelle d'histoire de l'esprit des " états des jerseys ". La foire propose des programmes historiques, des expositions et des activités d'interprétation pratiques. 

## Économie

### Industrie
Titusville abrite Janssen Pharmaceuticals Inc., une division de Johnson & Johnson.

### Région viticole américaine de la vallée centrale du Delaware
La limite sud de la région viticole de la vallée centrale du Delaware, une région viticole américaine, se situe près de Titusville, dans le New Jersey, et sa frontière nord, près de la montagne Musconetcong.

## Personnalités liées à la commune
Les personnes nées à Titusville, qui y résident ou qui sont étroitement associées à celle-ci comprennent: 
- Robyn Jones (née en 1985), gardienne de but de football professionnel qui a joué deux ans pour le Philadelphia Independence of Women's Professional Soccer.